# Alberni-Clayoquot Regional District
Der Alberni-Clayoquot Regional District ist ein Bezirk in der kanadischen Provinz British Columbia. Er liegt an der Westküste von Vancouver Island, ist 6.589,15 km² groß und zählt 30.981 Einwohner (2016). Beim Zensus 2011 wurden 31.061 Einwohner ermittelt. Hauptort des Bezirks ist Port Alberni.
Neben Teilen des Pacific-Rim-Nationalparks liegt auch das Biosphärenreservat Clayoquot Sound sowie Teile des Biosphärenreservates Mount Arrowsmith im Bezirk.

## Administrative Gliederung

### Städte und Gemeinden
| Ort          | Status                | Bevölkerung |
| Port Alberni | City                  | 17.679      |
| Tofino       | District municipality | 1.932       |
| Ucluelet     | District municipality | 1.717       |

### Gemeindefreie Gebiete
- Alberni-Clayoquot A
- Alberni-Clayoquot B
- Alberni-Clayoquot C
- Alberni-Clayoquot D
- Alberni-Clayoquot E
- Alberni-Clayoquot F

### Indianerreservationen
| - Ahahswinis 1 - Alberni 2 - Anacla 12 - Clakamucus 2 - Elhlateese 2 - Esowista 3 - Hesquiat 1 | - Ittatsoo 1 - Keeshan 9 - Klehkoot 2 - Macoah 1 - Marktosis 15 - Numukamis 1 | - Openit 27 - Opitsat 1 - Refuge Cove 6 - Sachsa 4 - Stuart Bay 6 - Tsahaheh 1 |

## Geographie
|                   | Strathcona Regional District                | Comox Valley Regional District    |
| Pazifischer Ozean | Kompassrose, die auf Nachbargemeinden zeigt | Regional District of Nanaimo      |
| Pazifischer Ozean |                                             | Cowichan Valley Regional District |